# Magyarország nemzetbiztonsági szolgálatai
A nemzetbiztonsági szolgálatok kiemelt szerepet töltenek be az ország és az állampolgárok biztonságának garantálásában. Az egykori „keleti blokk" tagjaként Magyarországon a nemzetbiztonsági szolgálatok tevékenysége különösen kényes kérdés. A szolgálatok kapcsán sokakban máig az egykori belső elhárítás, az úgynevezett III/III. képe jelenik meg. Mindemellett, többek között annak következtében, hogy feltételezések szerint számos, az egykori állambiztonsági szervek által készített irat semmisült meg vagy tűnt el nyomtalanul, továbbra is erős a bizalmatlanság a nemzetbiztonsági szolgálatokkal szemben.
A nemzetbiztonsági szolgálatok tevékenysége alapvetően arra irányul, hogy információkkal lássák el a politikai – vagy katonai – döntéshozókat. Ennek megfelelően beszélhetünk polgári, valamint katonai nemzetbiztonsági szolgálatokról. Egyes országokban – így Magyarországon is – külön léteznek katonai és polgári hírszerzéssel, valamint elhárítással foglalkozó szolgálatok. Tevékenységük jellege, az információ megszerzésének „körforgása" azonban nagyrészt mindenhol azonos: a tervezést, feladatok meghatározását követi a szükséges információk beszerzése, majd pedig azok feldolgozása, elemzése/értékelése történik meg. Ezáltal a döntéshozó kezébe már a megszerzett információkat logikailag-tartalmilag összegző, következtetéseket is tartalmazó összefoglalás kerül.
A nemzetbiztonsági szolgálatok törvényben meghatározott feladatuknál és hatáskörüknél fogva speciális eszközrendszerük felhasználásával védik Magyarország érdekeit, így különösen az ország szuverenitását, belső alkotmányos rendjét, ellátják a hatáskörükbe tartozó államhatalmi és kormányzati szervek és személyek védelmét, végzik a feladatkörükbe utalt bűncselekmények felderítését, továbbá nemzetbiztonsági szempontból releváns információt gyűjtenek és tájékoztatással, elemzéssel támogatják a kormányzati döntéshozatalt.
A Magyarország nemzetbiztonsági szolgálatai is alkalmazzák mind a humán, technikai és a nyílt forrású információszerzés eszközeit. Ezzel együtt mindenképpen ki kell emelni, hogy a titkos információgyűjtést (különösképpen magyar állampolgárok ellen) szigorú jogi szabályozás érinti. Nagy részben – megint csak a pártállami múlt miatt – sokan gondolják úgy, hogy a titkosszolgálatok akárkit, külső ellenőrzés nélkül „megfigyelhetnek", amennyiben az a szolgálatok érdekében áll. Emiatt különösen fontos megismerkedni a nemzetbiztonsági szolgálatokat érintő legfőbb törvényekről, a civil kontrollról.

## Törvényi háttér
A rendszerváltozást követően átalakult a magyar nemzetbiztonsági szolgálatok helye, feladatköre. Megszűnt a belső elhárítással foglalkozó egykori Belügyminisztérium III/III. Csoportfőnökség, valamint új szolgálatok jöttek létre. Először az 1990. évi X. törvény szabályozta (átmeneti jelleggel) a Magyar Köztársaság nemzetbiztonsági szolgálatainak jogállását, az egyes szolgálatok feladatkörét. Ez a törvény kezdetben négy szolgálatot hozott létre. A két polgári nemzetbiztonsági szolgálatként megalakult egyfelől a polgári hírszerzést végző Információs Hivatal (hírszerzés), illetve az alkotmányvédelmi, kémelhárítási, terrorelhárítási, valamint gazdaságbiztonsági (stb.) feladatokért felelős Nemzetbiztonsági Hivatal (elhárítás). Emellett létrejött a két katonai nemzetbiztonsági szolgálat, a Katonai Felderítő Hivatal (hírszerzés) és a Katonai Biztonsági Hivatal (elhárítás). 
A nemzetbiztonsági szolgálatokat érintő ma is hatályban lévő törvény azonban 1995-ben született meg (1995. évi CXXV. tv. – Nbtv.), amely az évek során jelentős változásokon ment keresztül, egyrészt a korábbi átmeneti szabályozást váltva megteremtette a szolgálatok működésének alkotmányos feltételrendszerét, másrészt létrehozta a meglévő négy szerv mellé a  Nemzetbiztonsági Szakszolgálatot (NBSZ) is, amely a Nemzetbiztonsági Hivatalból vált ki. Az Nbtv. 2022-es módosítása létrehozta a Nemzeti Információs Központot (NIK), mint negyedik polgári nemzetbiztonsági szolgálatot, amely fúziós-elemző tevékenységet folytatva egycsatornásítja a kormányzati tájékoztatást a társzolgálatok és más együttműködő szervek információi alapján. A 2022-ben megalakult kormány a polgári nemzetbiztonsági szolgálatokat közös irányítással, a Miniszterelnöki Kabinetirodát vezető miniszter alá vonta össze.

## Civil kontroll
A nemzetbiztonsági szolgálatok törvényben meghatározott civil kontroll alatt működnek. A polgári szolgálatokat a Miniszterelnöki Kabinetirodát vezető miniszter irányítja, aki egyebek mellett megszabja a szolgálatok feladatait, felügyeli tevékenységüket, kivizsgálja az esetleges törvényességi panaszokat. A katonai nemzetbiztonsági szolgálatokat a honvédelmi miniszter irányítja. A civil kontroll fontos eleme, hogy a nemzetbiztonsági szolgálatok ellenőrzését az Országgyűlés vonatkozó bizottságai (nemzetbiztonsági bizottság, valamint a katonai szolgálatok esetében a honvédelmi és rendészeti bizottság is) gyakorolják. A nemzetbiztonsági bizottság elnöke csak a mindenkori ellenzék képviselője lehet. A szolgálatoknak többek között rendszeres időközönként tájékoztatniuk kell a bizottságot, amely egyes esetekben kivizsgálhatja a szolgálatok tevékenységét érintő törvényességi panaszokat is. A bizottság mellett az országgyűlési biztosok, az Állami Számvevőszék, valamint a Kormányzati Ellenőrzési Hivatal jogosult betekinteni a szolgálatok működésének bizonyos vonatkozásaiba, valamint az állampolgárokat is panaszjog illeti meg a szolgálatok tevékenységével kapcsolatban. Az 1995. évi nemzetbiztonsági törvény részletesen szabályozza azt is, hogy titkos információgyűjtés esetén bizonyos módszerek alkalmazásához az igazságügyi miniszter, vagy bíró írásos engedélye szükséges, ezáltal is garantálva azt, hogy az egyes tevékenységeknek a későbbiekben is „nyoma maradjon". A kiterjedt civil kontroll és a részletes törvényi szabályozás egyaránt azt a célt szolgálja, hogy a szolgálatok jogtalan, az alapvető polgári szabadságjogokkal ellentétes titkos információgyűjtést ne folytathassanak.

## Magyarország nemzetbiztonsági szolgálatai
A legutóbb 2022-ben módosított 1995. évi CXXV. törvény öt nemzetbiztonsági szolgálatot hozott létre, melyek közül négy polgári (IH, AH,  NBSZ és NIK) és egy katonai: a Katonai Nemzetbiztonsági Szolgálatot.

### Polgári nemzetbiztonsági szolgálatok

#### Információs Hivatal (IH)
A Magyarország polgári hírszerző szolgálataként az Információs Hivatal (IH) alapvető feladata, hogy megszerzett információi révén támogassa a kormányzat kül- és biztonságpolitikai, gazdaságpolitikai, valamint egyéb ágazati politikai céljainak megvalósulását. Ennek érdekében az IH műveleti tevékenységet folytat, információit nyílt és titkos forrásokon keresztül szerzi be. Ezek során titkos kapcsolatokat létesít, valamint technikai információszerzést is folytat. Feladata többek között a Magyarország ellen irányuló külföldi titkosszolgálati tevékenységek felderítése, valamint a terrorizmus és a szervezett bűnözés elleni küzdelem támogatása. Mindemellett fontos megemlíteni, hogy az Információs Hivatal felelős a külföldi magyar képviseletek biztonsági védelméért is.

#### Alkotmányvédelmi Hivatal (AH)
Az Alkotmányvédelmi Hivatal (AH) feladatköre alapvetően az elhárításra koncentrálódik. Legfőbb feladata az ország és az állampolgárok biztonságát érintő veszélyek, kockázatok felderítése, megelőzése. Az IH-hoz hasonlóan nyílt és titkos forrásokat is igénybe vesz, melyeken keresztül információkat gyűjt egyebek mellett az alkotmányos berendezkedést veszélyeztető tényezőkről, a szervezett bűnözői csoportok Magyarországot érintő tevékenységéről, idegen titkosszolgálatok magyarországi törekvéseiről, működéséről. Gondoskodik a kiemelt fontosságú állami intézmények, létesítmények védelméről, valamint szintén információival segíti a terrorizmus elleni küzdelmet, a tömegpusztító fegyverek terjedése, kábítószer- és fegyvercsempészet elleni fellépést. Fontos szerepet tölt be a gazdaságbiztonság megőrzésében is. Tevékenysége során szorosan együttműködik a rendvédelmi szervekkel, valamint a többi nemzetbiztonsági szolgálattal. Elődje tulajdonképpen a Belügyminisztérium III/III-as Főcsoport-főnöksége, mely a rendszerváltásig egy centralizált szervezet keretei között működött a rendőrséggel, a hírszerzéssel és a katonai elhárítással.

#### Nemzetbiztonsági Szakszolgálat (NBSZ)
A Nemzetbiztonsági Szakszolgálat egy szolgáltató szerv, egyben a harmadik polgári nemzetbiztonsági szolgálat. Alapvető feladata, hogy írásos kérésre a technikai hírszerzés eszközeivel szerzett információkkal segítse a társszervek munkáját. Speciális kommunikációs csatornákat létesít, ellátja a biztonsági okmányok védelmének hatósági felügyeletét, valamint szakértői tevékenységet is folytat.

Nemzeti Információs Központ (NIK)
A Nemzeti Információs Központ többek között vizsgálja Magyarország biztonsági és bűnügyi helyzetét, amelynek keretében figyelemmel kíséri és a rendelkezésre álló valamennyi adat felhasználásával folyamatosan elemzi Magyarország biztonsági, nemzetbiztonsági, bűnügyi és terrorfenyegetettségi helyzetét, továbbá folyamatosan figyelemmel kíséri a Magyarország biztonsági, nemzetbiztonsági, bűnügyi és terrorhelyzetére vonatkozó információkat. 

### Katonai nemzetbiztonsági szolgálatok

#### Katonai Nemzetbiztonsági Szolgálat (KNBSZ)
A Katonai Nemzetbiztonsági Szolgálat a Kormány irányítása alatt álló, az ország egész területére kiterjedő illetékességgel rendelkező, önálló gazdálkodást folytató költségvetési szerv. Többek között felfedi a Magyarország ellen irányuló támadó, befolyásoló szándékra utaló törekvéseket, valamint feladatrendszeréhez illeszkedően külföldön érvényesíti Magyarország érdekeit, továbbá felderíti és elhárítja a külföldi titkosszolgálatoknak Magyarország szuverenitását, honvédelmi érdekeit sértő vagy veszélyeztető törekvéseit és tevékenységét, „megszerzi, elemzi és továbbítja a kormányzati döntésekhez szükséges, a külföldi eredetű, a biztonságpolitika katonai elemét érintő katonapolitikai, hadiipari és katonai információkat”. 